# Der Gefängnisarzt oder Die Vaterlosen
Der Gefängnisarzt oder Die Vaterlosen ist ein Roman in vier Teilen von Ernst Weiß, der 1934 bei Julius Kittels Nachf. in Mährisch-Ostrau erschien. Nach dem Kriege wurde das Werk 1969 bei Claassen in Hamburg verlegt.
Vaterlos sind nicht nur die Brüder Konrad und Rudolf D. durch den Ersten Weltkrieg geworden. Entwurzelt sind auch die spiel- und kokainsüchtigen Kunden in Chiffons Casino.

## Zeit und Ort
Der Roman handelt 1918 und 1926 in der großen ostdeutschen Stadt B. und dann noch in Prag. Mit B. könnte Breslau gemeint sein.

## Handlung
1
1926 heiraten Manfred von G. und Vera. Seit Jahren duldet die Polizei den Rauschgifthandel des Spielbankbesitzers Manfred, genannt Chiffon. Denn Chiffon ist ein bewährter Polizeispitzel. Im Oktober 1923 zum Beispiel, nach dem Raubmord an dem Makler und Kriegsspekulanten Jakob Zollikofer, genannt Rosenfinger, hatte Chiffon der Polizei mitgeteilt, Rudolf D. sei des Mordes verdächtig. Im November 1918 hatte Chiffon im Hause des Opfers Rudolf kennengelernt. So weit reicht auch der Hass Chiffons gegen Rudolf zurück. Chiffons Gattin Vera liebt Rudolf immer noch.
Chiffon liefert Rudolf aus. Während der Polizeiaktion zur Festnahme des Denunzierten erschießt Rudolf aber den Polizisten Max Birkholz und verletzt einen zweiten Polizisten. Rudolf gelingt die Flucht, weil sich Vera in der Schusslinie zwischen dem Flüchtling und dem Polizeibeamten Steffie aufhält. Immerhin rettet Vera dem zweiten Polizisten das Leben. Steffie war der Jiu-Jitsu-Lehrer Rudolfs.
Der Gefängnisarzt Dr. Konrad D. liebt seinen Bruder Rudolf über alle Maßen. Das Buch kann direkt gelesen werden als Exempel unerwiderter Bruderliebe. Konrad versucht das Menschenmögliche, um Rudolf zu helfen. Der Gefängnisdirektor Peter von Ohr legt aber seinem Untergebenen nahe, bei so einem Bruder den Geburtsnamen seiner Frau Flossie anzunehmen und die Stadt zeitweise zu verlassen. Konrad bleibt.
Rudolf taucht nachts wieder in Chiffons Spielbank auf und geht mit dem Besitzer nicht zimperlich um. Vera, die einen Raubüberfall vermutet und nicht weiß, dass der Eindringling der Geliebte ist, alarmiert die Polizei. Rudolf landet im Gefängnis. Die Stadt B. ist für Chiffon ein zu heißes Pflaster geworden, denn die Polizeidirektion wurde personell verändert. Bei diesem Kehraus fiel Chiffons Gönner Steffie in Ungnade. Chiffon flieht mit Vera ins Ausland.
2
Rückblende: Am 17. November 1918, sechs Tage nach dem Waffenstillstand, wird Oberleutnant Ludwig D., der heimkehrende Vater Rudolfs und Konrads, auf dem Marsch durch ein Dorf von einem 9-jährigen belgischen Mädchen aus dem Hinterhalt erschossen. Regimentskamerad Hauptmann Peter von Ohr steht dem unehrenhaft Gefallenen in seinen letzten Minuten bei, lässt ihn in belgischer Erde bestatten und überbringt Konrad nach der eigenen Heimkehr die Todesnachricht. Von Ohr wird Gefängnisdirektor in B. Konrad, als neues Familienoberhaupt, sattelt notgedrungen um. Er wird Mediziner und erhält die Stelle des Arztes in v. Ohrs Gefängnis. Konrad nimmt eine Vertrauensstellung ein. Die meiste Arbeitszeit investiert der schlecht dotierte Herr Gefängnisarzt und Gerichtsgutachter in diffizile forensische Gutachten.
3
Als Rudolf am 17. Juni 1926 um vier Uhr morgens bei Chiffon verhaftet und ins Untersuchungs- und Strafgefängnis B. eingeliefert wird, dauert es nicht lange, da erneuert Direktor v. Ohr seine Forderung: Konrad, durch den Bruder gesellschaftlich endgültig isoliert, ist als Amtsarzt in seiner Stellung in B. untragbar geworden und muss die Stadt unbedingt verlassen. Konrad bleibt wiederum. Rudolf ist kokainsüchtig und muss im Gefängnis ein Entziehungskur machen. Konrads Frau Flossie möchte, dass sich ihr Gatte von dem Bruder, diesem abgefeimten Polizistenmörder, lossagt. Konrad, unbeirrt – ja geradezu borniert – hilft Rudolf, die Entziehungskur zu überstehen und pariert die Suggestivfragen des hartnäckigen Untersuchungsrichters zu seinem inhaftierten Bruder mit Bravour. Für Konrad ist Rudolf kein Mörder. Der tödliche Schuss auf den Polizisten geschah in "halluzinatorischer Sinnesverwirrung" unter Kokain. Flossie hält die blinde Bruderliebe des Gatten nicht länger aus und verlässt mit der kleinen Tochter Ottegebe das Haus. Konrad, der stark mit dem Bruder beschäftigte Doktor, der allein gelassene Gatte, sucht seine Frau telefonisch vergeblich.
4
Flossie ist mit dem Kind in das Sanatorium zu Konrads Mutter Lucie geflüchtet. Die Großmutter Ottegebes, nach dem Tode des Gatten Ludwig zunehmend depressiv, wird dort seit drei Jahren behandelt. Für Lucie, die den Sohn Rudolf abgöttisch liebt, erweist sich die quirlige Enkeltochter Ottegebe als die wirksamste Medizin gegen Depression. Es geht mit der Mutter gesundheitlich aufwärts.
Steffie wird verhaftet. Den Mord an Rosenfinger hält er für unerheblich: Vor Verdun seien schließlich Hunderttausende gefallen, erinnert er. Die Polizei ist Chiffon auf der Spur. Er hält sich mit Vera in Prag auf und wird verhaftet, nachdem er Schmuck veräußern wollte.
Das Happyend: Die zum zweiten Mal schwangere Flossie kehrt als treu liebende Frau zu Konrad zurück. Das Ehepaar will sich um Rudolf, der Rosenfinger erwiesenermaßen nicht ermordet hat, kümmern. Man hofft auf ein mildes Urteil. Dass Rudolf – zwar unter Kokain – aber doch einen Polizisten ermordet hat, ist am Romanende vergessen.

## Form
Obwohl ab der ersten Seite des Romans ein kapitaler Mord aufzuklären ist, wird dieser Faden fallen gelassen. Es wird am Romanende lediglich angedeutet, dass der Polizeibeamte Steffie den Makler Rosenfinger ermordete und Chiffon sich der Mitwisserschaft schuldig machte; höchstwahrscheinlich sogar Tatzeuge war. Es geht weder um Verdächtige noch um Opfer und Mörder. Der Roman ist vielmehr die breit angelegte Geschichte der Familie D. Daneben werden noch die gerissenen Betrügereien des Gaunerpaares Chiffon und Vera geschildert.

## Rezeption
- Hesse erkennt in dem Werk "ein sehr dichtes, sorgfältiges Gewebe naturalistischer Einzelschilderungen"[6].
- Engel bedauert den Rückfall des Autors "in die Rolle des allwissenden Erzählers", nachdem in Boëtius von Orlamünde und auch in Georg Letham jeweils ein souveräner Ich-Erzähler den verwöhnten Leser auf höherem Niveau unterhalten hatte[7].
- Engel sieht aus dem Roman zwei erzählerische Glanzlichter aufleuchten: Die Schilderung der "Rauschgift-Entziehungskur" Rudolfs und "die allmähliche Gesundung der gemütskranken Mutter" Lucie[8].
- Ins Schwarze trifft Weinzierl in der Frankfurter Allgemeinen Zeitung vom 22. Mai 1982: "Eine Welt von Schiebern und Verbrechern" wird vorgeführt in diesem "durchaus politischen Roman, der im privaten Schicksal, einer Mischung von Kriminalgeschichte und Familiendrama, die gesellschaftliche Entwicklung sichtbar macht, die Hitler an die Macht brachte"[9].
- Zutreffend resümiert auch Wendler[10]: "Hier [im Roman] verbirgt sich der Erzähler hinter seitenlangen ausufernden Reden und Gedanken der verschiedenen Personen. Die Hauptperson selbst [Dr. Konrad D.] kommt am wenigsten zu Wort."